# 图儿干合敦
圖兒罕可敦（波斯語：‎，12世纪?—1233年），花剌子模王朝的历代王后的正式名稱均是「禿兒罕」，禿兒罕是指一切向你臣服的人，只有公主才可使用此名，蒙古帝国时代特指花剌子模蘇丹阿拉烏丁·摩訶末的母親。突厥和蒙古用可敦称呼皇后。

## 生平
她是康里伯岳吾部長靖克失的女兒，嫁给老花剌子模王塔乞失为后。
她曾經用她的力量使花剌子模以北鹹海的康里部落聚集在軍中，她趁摩訶末遠征巴格達時在玉龍傑赤另立一都，在她的影響下，康里人掠奪他們佔領的地方。

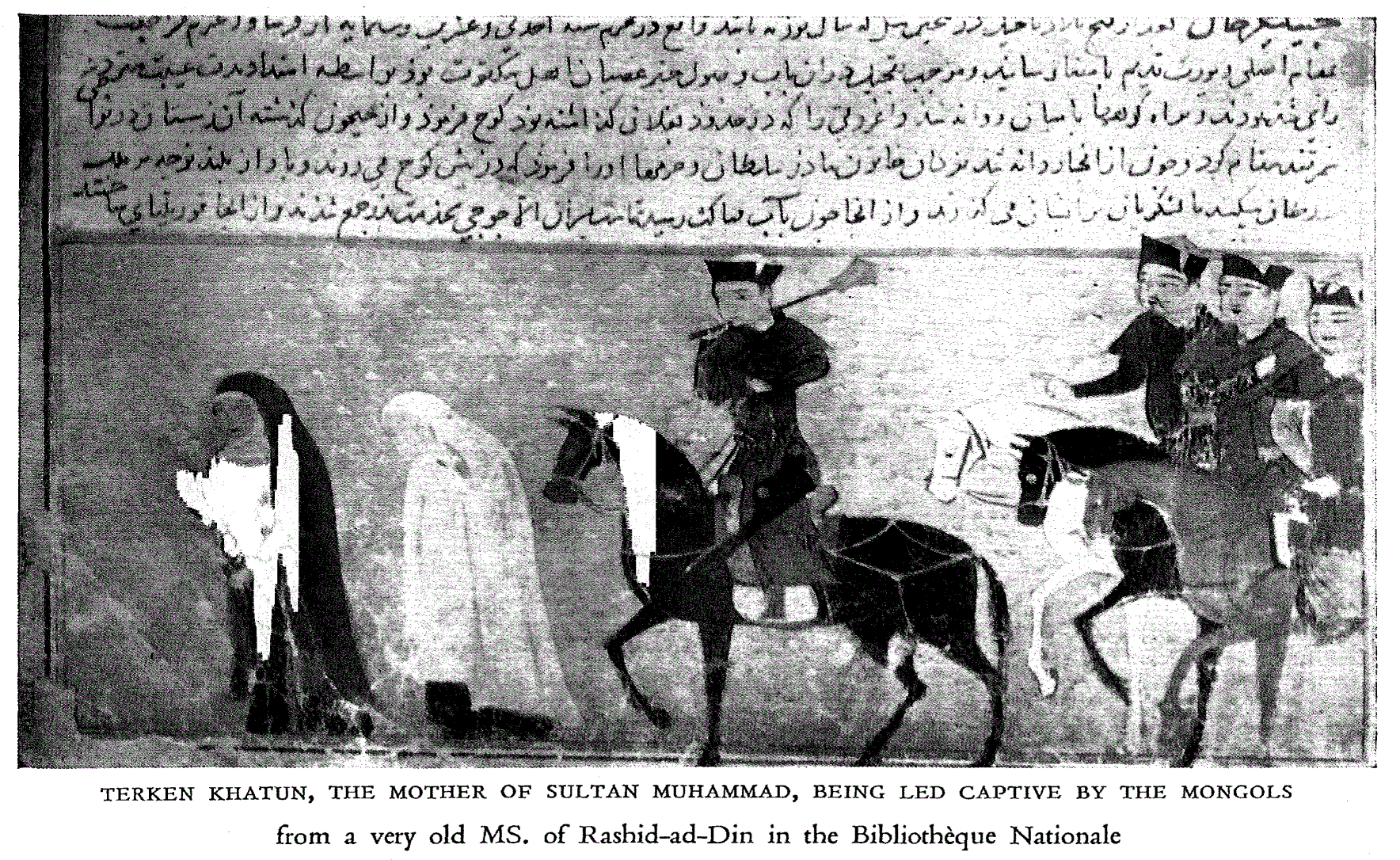
《史集》插图，图儿罕可敦被蒙古军队俘虏

她做了幾件大事，致使蒙古入侵花剌子模。1217年，康里人海兒汗亦納勒術掠奪到訛答剌的蒙古商隊，將穆斯林商隊以間諜為名處決，只剩下一名駱駝伕逃回蒙古。後來成吉思汗派使者要求懲辦海兒汗，因為她是海兒汗的姑媽，她娘家的海兒汗劫杀蒙古商队之後，摩诃末處死蒙古正使。
另一方面，她強迫蘇丹摩訶末廢除札蘭丁王儲，立欽察王妃所生的斡思剌黑為王儲。在蒙古西征時，她先駐在玉龍傑赤，後來到你沙不兒，再逃往哈倫堡（属塔巴里斯坦），城池缺水，半月後失守。她被送到和林，六年後死在該地。

## 影视形象
在2004年的電視劇《成吉思汗》中，她被称为秃儿罕太后。

## 資料來源
- 《多桑蒙古史》
- 巴托爾德《中亞簡史》